# City of Port Augusta
City of Port Augusta är en kommun i Australien. Den ligger i delstaten South Australia, omkring 280 kilometer norr om delstatshuvudstaden Adelaide. Antalet invånare är 14 605.
Följande samhällen finns i Port Augusta:
- Port Augusta
- Port Augusta West

Omgivningarna runt Port Augusta är i huvudsak ett öppet busklandskap. Genomsnittlig årsnederbörd är 407 millimeter. Den regnigaste månaden är juni, med i genomsnitt 61 mm nederbörd, och den torraste är oktober, med 14 mm nederbörd.